# 32-й меридіан східної довготи
32-й меридіан східної довготи — лінія довготи, що лежить на 32 градусів східніше Гринвіцького меридіана. Вона проходить від Північного полюса через Північний Льодовитий океан, Європу, Азію, Африку, Індійський океан, Південний океан та Антарктиду до Південного полюса.
32-й меридіан східної довготи формує велике коло разом із 148-мим меридіаном західної довготи.

## Список географічних об'єктів, що перетинає 32° сх. д.
Починаючи на Північному полюсі та рухаючись до Південного полюса, 32-й меридіан східної довготи проходить через:
| Координати                                                 | Країна, територія або море | Примітки |
| ---------------------------------------------------------- | -------------------------- | --- |
| 90°0′ пн. ш. 32°0′ сх. д. / 90.000° пн. ш. 32.000° сх. д.  | Північний Льодовитий океан | |
| 80°14′ пн. ш. 32°0′ сх. д. / 80.233° пн. ш. 32.000° сх. д. | Норвегія                   | Шпіцберген — проходить через острів Квітьойя |
| 80°4′ пн. ш. 32°0′ сх. д. / 80.067° пн. ш. 32.000° сх. д.  | Баренцове море             | |
| 69°56′ пн. ш. 32°0′ сх. д. / 69.933° пн. ш. 32.000° сх. д. | Росія                      | Мурманська область — проходить через півострови Рибальський та Середній Республіка Карелія Проходить через Ладозьке озеро Ленінградська область Новгородська область Тверська область Смоленська область                                                                   |
| 53°48′ пн. ш. 32°0′ сх. д. / 53.800° пн. ш. 32.000° сх. д. | Білорусь                   | Могильовська область |
| 53°5′ пн. ш. 32°0′ сх. д. / 53.083° пн. ш. 32.000° сх. д.  | Росія                      | Брянська область |
| 52°1′ пн. ш. 32°0′ сх. д. / 52.017° пн. ш. 32.000° сх. д.  | Україна                    | Чернігівська область Київська область Черкаська область — проходить через Черкаси Кіровоградська область Миколаївська область — проходить через Миколаїв Проходить через Дніпровський лиман Херсонська область — проходить через Кінбурнський півострів та Ягорлицький Кут |
| 46°11′ пн. ш. 32°0′ сх. д. / 46.183° пн. ш. 32.000° сх. д. | Чорне море                 | |
| 41°33′ пн. ш. 32°0′ сх. д. / 41.550° пн. ш. 32.000° сх. д. | Туреччина                  | |
| 36°22′ пн. ш. 32°0′ сх. д. / 36.367° пн. ш. 32.000° сх. д. | Середземне море            | |
| 31°25′ пн. ш. 32°0′ сх. д. / 31.417° пн. ш. 32.000° сх. д. | Єгипет                     | |
| 22°0′ пн. ш. 32°0′ сх. д. / 22.000° пн. ш. 32.000° сх. д.  | Судан                      | |
| 10°39′ пн. ш. 32°0′ сх. д. / 10.650° пн. ш. 32.000° сх. д. | Південний Судан            | |
| 3°35′ пн. ш. 32°0′ сх. д. / 3.583° пн. ш. 32.000° сх. д.   | Уганда                     | |
| 0°5′ пд. ш. 32°0′ сх. д. / 0.083° пд. ш. 32.000° сх. д.    | Озеро Вікторія             | |
| 0°15′ пд. ш. 32°0′ сх. д. / 0.250° пд. ш. 32.000° сх. д.   | Уганда                     | |
| 0°18′ пд. ш. 32°0′ сх. д. / 0.300° пд. ш. 32.000° сх. д.   | Озеро Вікторія             | |
| 2°15′ пд. ш. 32°0′ сх. д. / 2.250° пд. ш. 32.000° сх. д.   | Танзанія                   | Проходить через озеро Руква |
| 9°4′ пд. ш. 32°0′ сх. д. / 9.067° пд. ш. 32.000° сх. д.    | Замбія                     | |
| 14°24′ пд. ш. 32°0′ сх. д. / 14.400° пд. ш. 32.000° сх. д. | Мозамбік                   | |
| 16°26′ пд. ш. 32°0′ сх. д. / 16.433° пд. ш. 32.000° сх. д. | Зімбабве                   | |
| 21°44′ пд. ш. 32°0′ сх. д. / 21.733° пд. ш. 32.000° сх. д. | Мозамбік                   | |
| 24°22′ пд. ш. 32°0′ сх. д. / 24.367° пд. ш. 32.000° сх. д. | ПАР                        | Мпумаланга |
| 25°25′ пд. ш. 32°0′ сх. д. / 25.417° пд. ш. 32.000° сх. д. | Мозамбік                   | Приблизно на 11 км |
| 25°31′ пд. ш. 32°0′ сх. д. / 25.517° пд. ш. 32.000° сх. д. | ПАР                        | Мпумаланга — приблизно на 16 км |
| 25°40′ пд. ш. 32°0′ сх. д. / 25.667° пд. ш. 32.000° сх. д. | Мозамбік                   | |
| 25°59′ пд. ш. 32°0′ сх. д. / 25.983° пд. ш. 32.000° сх. д. | Есватіні                   | |
| 26°54′ пд. ш. 32°0′ сх. д. / 26.900° пд. ш. 32.000° сх. д. | ПАР                        | Квазулу-Наталь |
| 28°53′ пд. ш. 32°0′ сх. д. / 28.883° пд. ш. 32.000° сх. д. | Індійський океан           | |
| 60°0′ пд. ш. 32°0′ сх. д. / 60.000° пд. ш. 32.000° сх. д.  | Південний океан            | |
| 69°4′ пд. ш. 32°0′ сх. д. / 69.067° пд. ш. 32.000° сх. д.  | Антарктида                 | Проходить через Землю Королеви Мод (претендує Норвегія) |